# Gastón Rodríguez (Fußballspieler, 1994)
Gastón Rodríguez, vollständiger Name Matías Gastón Rodríguez Olivera, (* 12. Februar 1994 in Montevideo) ist ein uruguayischer Fußballspieler.

## Karriere

### Verein
Der 1,88 Meter große Torhüter Rodríguez gehörte seit 2007 der Nachwuchsabteilung von Defensor Sporting an. Bereits mindestens ab der Clausura 2013 stand er im Kader der Profimannschaft des Vereins und wurde vereinzelt für das Spieltagsaufgebot nominiert. Eingesetzt wurde er zunächst aber nicht. Er debütierte für diese am 9. Oktober 2016 in der Primera División, als er von Trainer Eduardo Acevedo am 7. Spieltag der Spielzeit 2016 bei der 1:3-Auswärtsniederlage gegen Centro Atlético Fénix in der auf die 45. Spielminute folgenden Nachspielzeit der 1. Halbzeit für Guillermo Reyes eingewechselt wurde. Während der Saison 2016 kam er viermal in der Liga zum Einsatz.

### Nationalmannschaft
Rodríguez gehörte der uruguayischen U-15-Nationalmannschaft an. Von 2010 bis 2011 bestritt er sechs Spiele für die U-17-Auswahl Uruguays und nahm mit dieser an der U-17-Weltmeisterschaft 2011 in Mexiko teil. Im Turnier, bei dem Uruguay den 2. Platz belegte, blieb er ohne Einsatz.